# Johannes Campanus
Johannes Campanus (italijansko Giovanni Campano; znan tudi kot Campanus iz Novare in podobno), italijanski matematik, astronom in astrolog, * 1220, Novara, Italija, † 1296, Viterbo, Italija.

## Življenje in delo
Objavil je latinsko izdajo Evklidovih Elementov v petnajstih knjigah. Večinoma je pisal o astronomiji. Napisal je delo Theorica Planetarum, ki prva v Evropi opisuje izdelavo planetarija. Delo vsebuje tudi podrobne opise leg planetov kot tudi geometrijski opis gibanja modela.
Podatki za planete so vzeti iz Ptolemejevega Almagesta in Toledskih planetnih tabel, ki jih je uredil in izdal al-Zarkali leta 1080 na podlagi svojih opazovanj in al-Hvarizmijevega in Albatanijevega dela. Campanus je določil čas vzvratnega gibanja za vsak planet in podal natančna navodila za uporabo tabel. Natančno je preračunal razdalje planetov in njihove velikosti.
Napisal je še dela Tractatus de Sphaera, De Computo Ecclesiastico in Calendarium.